# The Troggs
The Troggs is een Engelse rockband, die een aantal hits had in de jaren zestig, waaronder Wild Thing, With a Girl Like You en Love Is All Around. De band wordt beschouwd als een van de eerste garagerockbands. Trogg is een afkorting van troglodiet, wat holbewoner betekent.

## Over de band

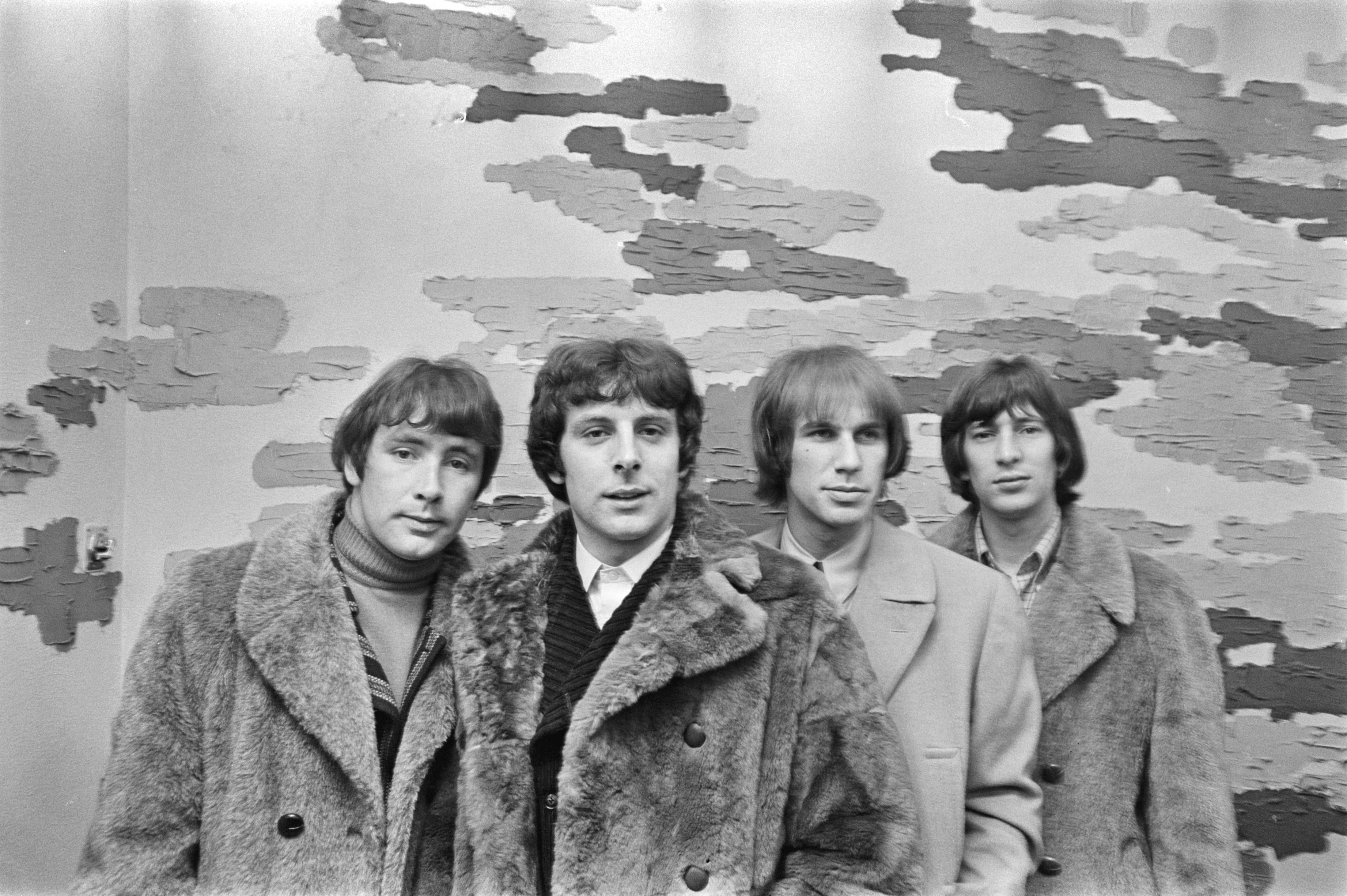
The Troggs in Nederland (1966)

The Troggs werd in 1964 opgericht in de Zuid-Engelse plaats Andover. De vier jongens, onder leiding van zanger Reg Presley, konden echter nauwelijks een instrument spelen. Het simpele gitaargeluid van de band groeide uit tot hun handelsmerk en bleek van grote invloed op de latere garagerock en punk. Midden jaren zestig tekende de groep een contract bij Larry Page, de manager die The Kinks onder zijn hoede had.
The Troggs werden beroemd met de hit Wild Thing uit 1966, geschreven door de Amerikaanse countryzanger Chip Taylor. Het nummer werd wereldwijd een grote hit, waaronder nummer één in de Verenigde Staten en nummer vijf in Nederland. Een jaar later speelde Jimi Hendrix het nummer aan het einde van zijn optreden op Monterey Pop, en verbrandde daarna ritueel zijn gitaar.
In de Verenigde Staten nam de populariteit van de band na 1966 af, maar in Europa bleef de groep razend populair, met door henzelf geschreven hits als With a Girl Like You (nummer één in het Verenigd Koninkrijk en Nederland) en I Can't Control Myself. Door de sensuele teksten werden de nummers van de band door de meer behoudende radiostations geweerd, met als gevolg dat ze gematigder teksten schreven. Met de powerballad Love Is All Around uit 1968 hadden ze weer een internationale hit, die ook in de VS de top tien haalde. Het was echter hun laatste grote hit.
De bandleden bleven ook na 1970 bij elkaar, maar wisten geen successen meer te behalen. Ze bleven nog wel optreden. Op een gegeven moment dook een beruchte opname op, bekend onder de naam The Troggs Tapes, waarop te horen is hoe de bandleden, onbewust dat ze werden opgenomen, onderling ruzie maken. De opname werd wijd verspreid in de muziekwereld en kreeg een cultstatus. Een scène uit de komische film This Is Spinal Tap zou gebaseerd zijn op deze opnames.
De band kwam weer opnieuw in de aandacht toen R.E.M. het nummer Love Is All Around coverde. In 1992 werkten drie leden van R.E.M. mee aan hun album Athens Andover. Het nummer werd in 1994 eveneens een hit voor Wet Wet Wet, voor de soundtrack van de film Four Weddings and a Funeral.
Op 31 januari 2012 maakte de band bekend dat Presley lijdt aan longkanker en chemotherapie ondergaat. De 71-jarige zanger besloot om die reden te stoppen met optreden. Op 5 februari 2013 werd bekend dat Presley was overleden.

## Discografie

### Albums
| Album met eventuele hitnotering(en) in de Nederlandse Album Top 100 | Datum van verschijnen | Datum van binnenkomst | Hoogste positie | Aantal weken | Opmerkingen   |
| ------------------------------------------------------------------- | --------------------- | --------------------- | --------------- | ------------ | ------------- |
| From nowhere... The Troggs                                          | 1966                  | -                     |                 |              |               |
| Wild thing                                                          | 1966                  | -                     |                 |              |               |
| Trogglodynamite                                                     | 1966                  | -                     |                 |              |               |
| Cellophane                                                          | 1967                  | -                     |                 |              |               |
| Best of The Troggs                                                  | 1967                  | -                     |                 |              | Verzamelalbum |
| Love is all around                                                  | 1968                  | -                     |                 |              |               |
| Mixed bag                                                           | 1968                  | -                     |                 |              |               |
| Best of The Troggs volume II                                        | 1969                  | -                     |                 |              | Verzamelalbum |
| Contrasts                                                           | 1970                  | -                     |                 |              |               |
| 'Trogglomania                                                       | 1970                  | -                     |                 |              | Livealbum     |
| Troggs                                                              | 1975                  | -                     |                 |              |               |
| With a girl like you                                                | 1975                  | -                     |                 |              | Verzamelalbum |
| The Trogg tapes                                                     | 1976                  | -                     |                 |              |               |
| Vintage years                                                       | 1976                  | -                     |                 |              | Verzamelalbum |
| Live at Max's Kansas City                                           | 1981                  | -                     |                 |              | Livealbum     |
| Black bottom                                                        | 1982                  | -                     |                 |              |               |
| AU                                                                  | 1990                  | -                     |                 |              |               |
| Hit single anthology                                                | 1991                  | -                     |                 |              | Verzamelalbum |
| Athens Andover                                                      | 1992                  | -                     |                 |              |               |
| Archeology (1967–1977)                                              | 1992                  | -                     |                 |              | Verzamelalbum |
| Greatest hits                                                       | 1994                  | -                     |                 |              | Verzamelalbum |
| The EP collection                                                   | 1996                  | -                     |                 |              | Verzamelalbum |

### Singles
| Single met eventuele hitnotering(en) in de Nederlandse Top 40 | Datum van verschijnen | Datum van binnenkomst | Hoogste positie | Aantal weken | Opmerkingen                 |
| ------------------------------------------------------------- | --------------------- | --------------------- | --------------- | ------------ | --------------------------- |
| Wild thing                                                    | 1966                  | 4 juni 1966           | 5               | 12           | Nr. 5 in de Single Top 100  |
| With a girl like you                                          | 1966                  | 30 juli 1966          | 1(1wk)          | 14           | Nr. 1 in de Single Top 100  |
| I can't control myself                                        | 1966                  | 22 oktober 1966       | 7               | 9            | Nr. 5 in de Single Top 100  |
| Any way that you want me                                      | 1966                  | 31 december 1966      | 15              | 9            | Nr. 9 in de Single Top 100  |
| Give it to me                                                 | 1967                  | 11 maart 1967         | 21              | 6            | Nr. 16 in de Single Top 100 |
| Night of the long grass                                       | 1967                  | 1 juli 1967           | 33              | 4            |                             |
| Hi hi Hazel                                                   | 1967                  | 26 augustus 1967      | 39              | 2            |                             |
| Love is all around                                            | 1967                  | 11 november 1967      | 19              | 9            | Nr. 17 in de Single Top 100 |
| Evil woman / Sweet Madeleine                                  | 1969                  | 25 januari 1969       | tip13           | -            |                             |
| Easy loving (Easy living)                                     | 1970                  | 7 februari 1970       | tip16           | -            |                             |

| Single met hitnotering(en) in de Vlaamse Ultratop 50 | Datum van verschijnen | Datum van binnenkomst | Hoogste positie | Aantal weken | Opmerkingen |
| ---------------------------------------------------- | --------------------- | --------------------- | --------------- | ------------ | ----------- |
| Wild thing                                           | 1966                  | 9 juli 1966           | 15              | 4            |             |
| With a girl like you                                 | 1966                  | 10 september 1966     | 12              | 5            |             |
| I can't control myself                               | 1966                  | 19 november 1966      | 8               | 7            |             |

### NPO Radio 2 Top 2000
| Nummers met noteringen in de NPO Radio 2 Top 2000 | '99  | '00  | '01  | '02  | '03  | '04  | '05  | '06  | '07  | '08  | '09  | '10  | '11  |
| ------------------------------------------------- | ---- | ---- | ---- | ---- | ---- | ---- | ---- | ---- | ---- | ---- | ---- | ---- | ---- |
| Wild Thing                                        | 878  | 846  | 1506 | 1213 | 1138 | 1169 | 1346 | 1443 | 1454 | 1335 | 1808 | 1863 | 1882 |
| With a Girl Like You                              | 1669 | 1809 | 1658 | 1943 | 1849 | -    | -    | -    | -    | -    | -    | -    | -    |

1. ↑  Een '-' betekent dat het nummer niet was genoteerd en een vetgedrukt getal geeft de hoogste notering van een nummer aan.
2. ↑  Deze tabel is bijgewerkt tot en met de meest recente editie (2024).